# Ordnungsanalyse
Unter einer Ordnungsanalyse versteht man die Analyse des Geräusches oder der Schwingungen von rotierenden Maschinen. Anders als bei der Frequenzanalyse wird hierbei der Energiegehalt des Geräusches nicht über der Frequenz, sondern über der Ordnung aufgetragen.
Die Ordnung ist dabei ein Vielfaches der Drehzahl.

## Beispiel
Ein Motor dreht mit 3000 Umdrehungen pro Minute, das entspricht bei einem zweipoligen Wechsel-/Drehstrommotor einer Netzfrequenz von 50 Hertz. Die erste Ordnung ist dann bei 50 Hz, die zweite Ordnung bei 100 Hz, die dritte bei 150 Hz usw.
Die Ordnungsanalyse wird entweder bei einer festen, konstanten Drehzahl durchgeführt oder für einen ganzen Hochlauf, bei dem die Maschine von der niedrigsten bis zur höchsten  Drehzahl beschleunigt wird. Eine solche Analyse wird auch Signaturanalyse genannt.

## Verfahren
Aus der Fourieranalyse:
Bei bestimmten Drehzahlen wird eine Fourier-Transformation durchgeführt. Das Spektrum wird auf Basis der aktuellen Drehzahl in ein Ordnungsspektrum umgerechnet.

### Im Winkelbereich
Früher wurde das Messsignal nicht zeitlich äquidistant abgetastet, sondern über eine spezielle Hardware winkelsynchron abgetastet. Wird ein solches winkelsynchrones Signal in den Frequenzbereich transformiert entsteht ein Ordnungsspektrum.
Heute wird das normal abgetastete Signal mit Hilfe der gleichzeitig aufgenommenen Drehzahlimpulse in ein Winkelsignal umgerechnet. Danach wird eine Fourier-Transformation durchgeführt. Das Ergebnis ist ein Ordnungsspektrum. 

### Mitlauffilter
Oft interessiert nicht das gesamte Ordnungsspektrum, sondern nur der Pegel einer einzelnen Ordnung. Dieser kann mit Hilfe eines Mitlauf-Filters berechnet werden. Dabei wird die Mittenfrequenz eines Bandpass-Filters mit der Drehzahl variiert.